# Agustín Fraysse
Pour les articles homonymes, voir Fraysse.
Agustín Fraysse, né le 24 novembre 1988 à Mar del Plata, est un coureur cycliste argentin.

## Biographie
En 2010, Agustín Fraysse devient champion d'Argentine sur route espoirs à San Juan.
Au printemps 2018, il s'impose sur la Clásica 1° de Mayo, course du calendrier national argentin organisée à Salta.

## Palmarès et résultats

### Palmarès par année
- 2010
  -  Champion d'Argentine sur route espoirs
- 2014
  - 1re et 5e étapes des 500 Millas del Norte
- 2018
  - Clásica 1° de Mayo
- 2023
  - 3e de la Doble San Francisco-Miramar
- 2024
  - Criterium de Apertura

### Classements mondiaux
| Année            | 2014 |
| ---------------- | ---- |
| UCI America Tour | 206e |